# Kaunisvaara-Grube
Die Kaunisvaara-Grube ist ein Eisenerz-Bergwerk bei Pajala in der schwedischen Provinz Norrbottens län. Die Eisenerzförderung begann im Dezember 2012 und wurde am 8. Februar 2013 wegen Insolvenz der Betreibergesellschaft eingestellt.
Im Oktober 2014 wurde der Betrieb ein zweites Mal eingestellt.
Seit August 2018 wird von Kaunis Iron AB wieder Erz gefördert, das mit Erzzügen der Railcare Group vom Kaunis-Verladeterminal in Pitkäjärvi außerhalb von Svappavaara nach Narvik gebracht wird.

## Geographie
Die Eisenerzlagerstätten liegen ungefähr hundert Kilometer nördlich des Polarkreises, nahe der schwedisch-finnischen Grenze.

## Projekt
Die Kaunisvaara-Grube wurde von Northland Resources, einer im Norden Schwedens und Finnlands tätigen Explorations- und Entwicklungsgesellschaft betrieben. Die Investitionssumme betrug 900 Millionen USD.
2013 waren etwa zweihundert Mitarbeiter in Pajala beschäftigt. Das erste Schiff mit 55.000 Tonnen Eisenerz aus Kaunisvaara war für Tata Steel IJmuiden bestimmt und traf dort am 2. März 2013 ein.
Die Eisenerzkonzentratproduktion begann im Dezember 2012, bis Ende Januar waren 18.500 Tonnen produziert und teilweise bereits nach Narvik transportiert.
Die schwedische Tochterfirma der Gesellschaft meldete am 8. Februar 2013 Insolvenz an.
Mit Hilfe der Kommune und über 80 schwedischen Unternehmern wurde 2018 die neue Bergbaugesellschaft Kaunis Iron gegründet. Anfang 2019 wurde die volle Produktionskapazität erreicht, mit einem jährlichen Produktionsziel von 2 Mio. Tonnen.

### Lagerstätten
Zur Kaunisvaara-Grube gehören die Lagerstätten Tapuli, Palotieva und Sahavaara. Die größte Lagerstätte ist die zentral gelegene Lagerstätte Tapuli, nördlich davon liegt die kleine Lagerstätte Palotieva. Vier Kilometer südlich von Tapuli, beim Dorf Kaunisvaara, liegt die Lagerstätte Sahavaara. Das Eisenerz besteht aus 43-prozentigem Magnetit.

### Gewinnung und Aufbereitung
Das in den Tagebauen Tapuli und Sahavaara gewonnene Roherz wird am Tagebaurand vorgebrochen und auf Bandanlagen zur Aufbereitungsanlage in Kaunisvaara gefördert. Aus dem Roherz sollten jährlich etwa 4 Millionen Tonnen Konzentrat hergestellt werden.

### Transport
Die Pellets wurden mit Lastkraftwagen von Kaunisvaara nach Svappavaara und von dort mit der schwedischen Erzbahn nach Narvik transportiert. In Grundstadsvik bei Narvik sollte ein neuer Erzhafen errichtet werden.